# نوش‌آفرین انصاری
نوش‌آفرین انصاری استاد دانشگاه، نویسنده و پژوهشگر علوم کتابداری و اطلاع‌رسانی اهل ایران است. او، که پدرش یهودی نسب و از دیپلمات های وزارت امور خارجه بود، در پاییز ۱۳۱۸ در شیملا، هندوستان زاده شد. تحصیل در رشتهٔ کتابداری را تا مقطع کارشناسی در مدرسهٔ عالی کتابداری ژنو و مقطع کارشناسی ارشد را در دانشگاه مک‌گیل، کانادا ادامه داد و به ایران بازگشت.
انصاری دبیر شورای کتاب کودک است. او از اعضای هیئت علمی کتابداری دانشگاه تهران بوده و راه‌اندازی بخش فنی کتابخانه مرکزی دانشگاه تهران و ریاست کتابخانهٔ دانشکده ادبیات دانشگاه تهران از فعالیت‌های اوست. انصاری چند دوره در ایفلا، نمایشگاه دوسالانهٔ تصویرگران براتیسلاوا و چندین نمایشگاه بین‌المللی دیگر شرکت کرده‌است. همسر وی مهدی محقق، استاد زبان و ادبیات فارسی، عضو پیوستهٔ فرهنگستان زبان و ادب فارسی، رئیس هیئت مدیرهٔ انجمن آثار و مفاخر فرهنگی ایران است و آن دو، دو فرزند دارند.

## دوران کودکی
او دوران کودکی و نوجوانی خود را به سبب پیشه پدرش در کشورها و شهرهای گوناگون از جمله سوئد، افغانستان، هلند، بلژیک، پاکستان، شوروی، انگلستان، سوئیس، رشت، تهران، اصفهان، شیراز سپری کرد و دوره دبستان و دبیرستان و دانشگاه را در این کشورها و شهرها گذراند. دوره کودکی‌اش همزمان با ناآرامی‌های جنگ دوم جهانی بود. پدر نوش آفرین به خاطر پیشه اش و نیز دوران پرتنش جنگ، بیشتر وقت خود را بیرون از خانه می‌گذراند و مادرش نیز بخشی از روز را به فعالیت‌های اجتماعی می‌پرداخت. هر دو آن‌ها به آداب و سنت‌های ایرانی پایبند بودند و به پرورش و آموزش نوش آفرین، که اولین فرزندشان بود، بسیار اهمیت می‌دادند.
رفت و آمد شخصیت‌های نامدار سیاسی، فرهنگی و ادبی به خانهٔ آن‌ها و نیز دیدار و بهره‌گیری از دانش و تجربهٔ بزرگان کشورهایی که در آن‌ها زندگی می‌کرد، همچون راد کریشنان، نهرو، ایندیرا گاندی، یوری گاگارین، وزیر فرهنگ شوروی، محمد علی جمال زاده، سعید نفیسی، غلامرضا تختی و محمود نامجو، به او امکان داد تا به بینشی گسترده از جهان دست یابد و به دگرپذیری و انعطاف در برابر دشواری‌ها خو کند. خود او می‌گوید: «گوناگونی فرهنگ‌ها و باورها همیشه شگفت زده اش می‌کرد.»
او در افغانستان و در مدرسه ای کاتولیکی در هلند، زبان فرانسه آموخت و در انگلستان زبان انگلیسی را که نخست برایش دشوار بود، در یک مدرسهٔ دینی و از راه کتابخوانی با پدرش یادگرفت. نوش آفرین با خواندن کتاب «شاهزاده خوشبخت» اسکار وایلد همراه پدرش، شیفتهٔ این کتاب شد و آموختن زبان انگلیسی را با علاقه و پیگیری بیشتری ادامه داد. در یکی از سفرهای خانواده به تهران با مهدی محقق، که به او زبان فارسی و عربی درس می‌داد، آشنا شد که بعدها به ازدواج آن دو انجامید. بعد از بازگشت به ایران در مجلهٔ «راهنمای کتاب» ایرج افشار به کار الفبایی کردن نامه‌ها و فرم‌های اشتراک پرداخت.

## دانشگاه
پس از بازگشت خانواده به مسکو، پدر و مادرش، نوش آفرین را برای خواندن رشته مترجمی همزمان به سوئیس فرستادند. اما او به جای این رشته، کتابداری خواند (سال ۱۳۳۸) و پس از سه سال، فوق دیپلم کتابداری گرفت. در همین زمان با دکتر کراوس، یکی از بزرگ‌ترین مجموعه داران کتاب جهان آشنا شد و با او در حراج‌های بزرگ کتاب شرکت کرد. مدتی هم در کتابخانه تخصصی یکی از چشم پزشکان شناخته شدهٔ سوئیس به کار پرداخت. در مسکو از شبکهٔ کتابخانه‌های عمومی شوروی دیدار کرد. با این دیدار، ایدهٔ «کتاب برای همه» در ذهن انصاری شکل گرفت. پس از بازگشت دوبارهٔ خانواده به هند به سبب مأموریت جدید پدر، تصمیم گرفت به کار داوطلبانهٔ کتابداری در کتابخانه ای عمومی در مرکز دهلی کهنه بپردازد. در همان آغاز ورود به هند با جواهر لعل نهرو دیدار کرد و او که خانوادهٔ انصاری را می‌شناخت، برایش یادداشتی نوشت که بتواند هر جا که می‌خواهد کار کند. او به کتابخانه ای که تصمیم گرفته بود در آن کار کند رفت، در بخش نابینایان آن کار کرد و با اتوبوس برای روستاهای پیرامون کتابخانه کتاب برد.

## بازگشت به ایران و پایه‌گذاری شورای کتاب کودک

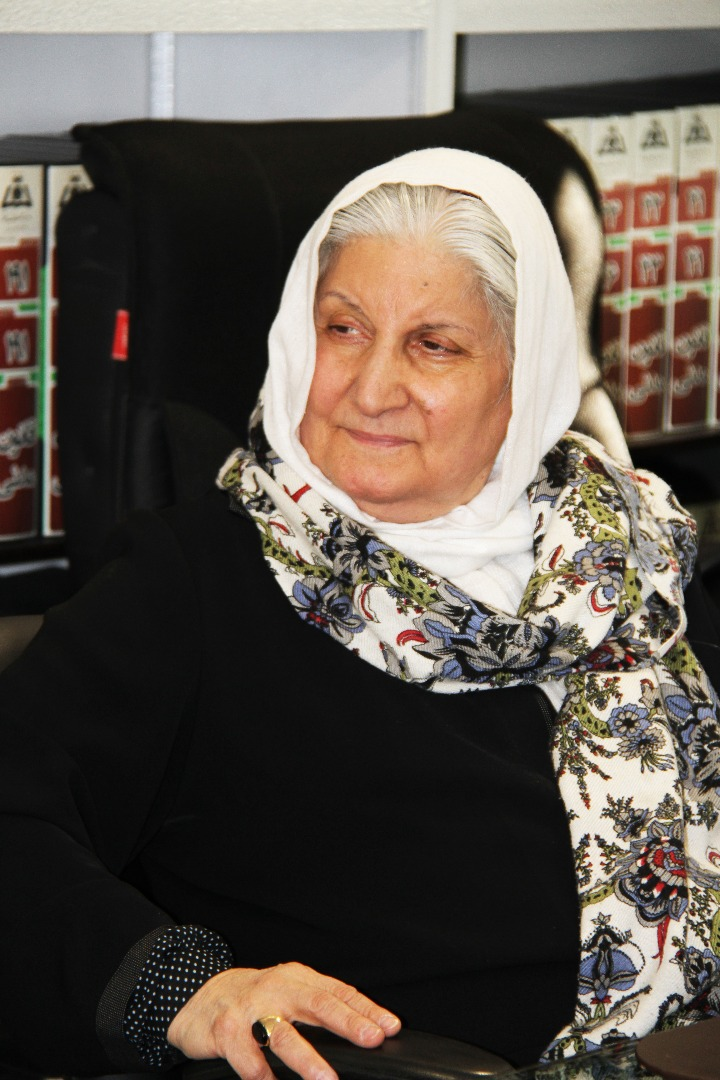
نوش‌آفرین انصاری در پژوهشکده حقوق و قانون ایران

نوش آفرین انصاری پس از بازگشت به ایران، در سال ۱۳۴۲ برای جمعی از پایه‌گذاران شورای کتاب کودک، از جمله توران میرهادی، در مدرسه روش نو کارگاه کتابداری برگزارکرد و از همین هنگام سرنوشت او با توران میرهادی و شورای کتاب کودک گره خورد. در همین دوره بود که با همراهی عباس بنی آدم کتابخانه سیاری را به یک بیمارستان روانی می‌برد و در آنجا برای بیماران کتاب می‌خواند. پس از شکل‌گیری طرح کتابخانه در روستا، انصاری برای آشنایی با وضعیت واقعی روستاها به بازدید روستاهای پیرامون تهران رفت و سپس دستورالعمل ایجاد کتابخانه‌های روستایی را نوشت که از نخستین نوشته‌های او به زبان فارسی است. او در سال ۱۳۴۳ راه اندازی بخش فنی کتابخانهٔ مرکزی دانشگاه تهران را به عهده گرفت. از سال ۱۳۴۷ تا ۱۳۵۰، پس از بازگشت از کانادا و گرفتن مدرک کارشناسی ارشد کتابداری، به تدریس دو درس «آشنایی با کتابخانه و کتابداری» و «مرجع» پرداخت و پس از تشکیل گروه کتابداری در دانشگاه تهران مدیریت این گروه به او واگذار شد.

## فرهنگ‌نامه کودکان و نوجوانان
نوش‌آفرین انصاری به همراه توران میرهادی در آغاز کار فرهنگ‌نامه سهم عمده‌ای داشت و تا کنون به همراه بیش از ۲۰۰ داوطلب در تهیه این تنها فرهنگنامه تألیفی جامع برای کودکان و نوجوانان کوشیده‌است. او اکنون عضو شورای مدیریت فرهنگنامه کودک و نوجوان است. 

## لوح افتخار دفتر بین‌المللی کتاب (IBBY)
در سی و دومین کنگره دفتر بین‌المللی کتاب برای نسل جوان (IBBY) در سال ۲۰۱۰ نوش‌آفرین انصاری، دبیر شورای کتاب کودک به عضویت افتخاری دفتر بین‌المللی کتاب برای نسل جوان درآمد و از سوی هیئت مدیره این دفتر لوح افتخار دریافت کرد. این لوح به افرادی که یک عمر در راستای اهداف IBBY تلاش کرده‌اند اهدا می‌شود. پایبندی به استانداردهای کیفی کتاب‌های کودکان و نوجوانان، توجه به کودکان در حاشیه (پناهنده، زندانی، خیابانی، معلول و…)، تأثیر ماندگار و همه‌جانبه بر فعالیت‌های دفتر بین‌المللی کتاب برای نسل جوان، تعهد به اصول اخلاقی و ترویج فرهنگ صلح از سبب‌های برگزیدن نوش آفرین انصاری برای عضویت افتخاری در دفتر بین‌المللی کتاب برای نسل جوان بوده‌است. انصاری همچنین در پنجمین جشنواره کتاب کودک جزیره نامی در کره‌جنوبی در سال ۲۰۱۰، به عنوان عضو کمیته بین‌الملل این جشنواره برگزیده شد.

## نکوداشت نوش‌آفرین انصاری
در سال ۱۳۹۴ در هفته کتاب نکوداشت نوش‌آفرین انصاری در خانه کتاب برگزار شد. در این مراسم هوشنگ مرادی کرمانی، مهدی محقق، شهرام اقبال زاده و محمود دعایی سخنرانی کرده و در انتها هدایا ویژه‌ای تقدیم نوش‌آفرین انصاری شد. در لوح یادبودی که در این مراسم به او هدیه شد نوشته شده‌است: «به پاس خدمات ارزشمند علمی شما استاد گرانمایه که با کوشش، تلاش و دلسوزی و انس با کتاب و قلم، آثار گرانسنگ و ماندگاری از خود بر جای گذاشته‌اید، به عنوان استاد پیشکسوت و برجسته کتابداری قدردانی می‌نماییم»

## بزرگداشت در شب‌های بخارا
در سال ۱۳۹۶ دویست و نود و چهارمین شب از مجموعه شب‌های مجلهٔ بخارا به شب نوش‌آفرین انصاری اختصاص یافت.

## بزرگداشت در سالروز هشتاد سالگی
در تابستان ۱۳۹۸ به پاس بیش از پنجاه سال تلاش برای ترویج کتابخوانی، گسترش کتابخانه‌ها و نهادسازی در حوزه کتاب کودک مراسمی در آستانه هشتاد سالگی او به همت شورای کتاب کودک که او اکنون دبیر هیئت مدیره آن است برگزار شد. در این مراسم انجمن کتابداران و انجمن علمی کتابداری که او از پایه‌گذار آن است از او قدردانی کرده و لوح یادبودی را تقدیم کردند.

### کتاب دربارهٔ نوش‌آفرین انصاری
- از جنس رؤیا[۱۰]
- زندگی‌نامه و خدمات علمی و فرهنگی استاد نوش‌آفرین انصاری[۱۱]
- ستاره فروزان: مصاحبه تاریخ شفاهی با نوش‌آفرین انصاری[۱۲]
- صلح را باید از کودکی آموخت[۱۳]
- کتاب، کتابداری و کتاب‌پژوهی در نوشته‌های نوش‌آفرین انصاری[۱۴]